# 清水八幡宮
清水八幡宮（しみずはちまんぐう）は埼玉県狭山市入間川にある神社である。旧社格は無格社。

## 祭神
木曾清水冠者義高（きそしみずかんじゃよしたか）を祀る。これは源義仲（木曾義仲）の長男・源義高（木曾義高）のことであり、「清水冠者」とはその別名である。
社号は「八幡宮」であるが、祭神は義高1柱のみであり、応神天皇など他の神は祀られていない。

## 歴史
当社の創建は、祭神・源義高の最期が関わっている。『吾妻鏡』や旧入間川町（狭山市中心部）の総鎮守である八幡神社に残る諸伝によれば、寿永2年（1183年）に父・源義仲が挙兵して勢力を拡大し、それを危険視した源頼朝と反目して一触即発状態となった際、和議に応じた義仲により人質として息子の義高が鎌倉に送られたのが発端である。この際、義高は頼朝の娘である大姫の婿という名目で鎌倉入りすることになった。一種の政略結婚であったが大姫は義高を愛し、一時の平和が訪れた。
しかしその後に急速に義仲と頼朝の関係が悪化して合戦に発展、翌寿永3年（1184年）には義仲自身が近江国粟津原で討たれてしまう。このことで義高の地位は決定的に悪化し、頼朝は元暦元年（1184年）4月21日に後顧の憂いを絶つため「敵の子に娘を何でくれてやる必要があるものか」と義高の粛清を決定した。
これを聞いた侍女の連絡で身の危機を知った義高は、大姫や義母・北条政子の協力で女装、家臣を身代わりに立てて密かに鎌倉を脱出し、生まれ故郷である武蔵国男衾郡（現在の埼玉県比企郡嵐山町）の菅谷館へと落ち延びんとする。だがすぐにことが露見、「謀叛人」として追討軍に追われる身となる。そして4月26日に入間河原の八丁の渡で追いつかれ、藤内光澄によって討たれた。
これを知った大姫は心労の余り悲嘆に暮れて病臥するようになってしまい、これを義高が討たれたためと考えた母・政子は激怒して頼朝に猛抗議し、義高を討った藤内光澄を打ち首に追い込む。
その一方で政子は義高の供養を行うこととした。首を取られた義高の遺体がその最期を憐れんだ里人の手によって討伐地の入間河原に葬られていたことを受け、その年の5月、その墓の上に義高を祀る社を建てたのである。これには畠山重忠らの口添えもあったという。
そして当社は政子の手厚い保護を受けることになり、政子自身もここに参拝したとの伝が残る。当時は赤の玉垣をめぐらした壮麗な社殿を持つ大社であったが、応永9年（1402年）8月の大洪水の被害を受けて大破、再建されることなく現在の狭山市中央公民館付近にあった成円寺（現在廃寺）の境内に移されていた。
その後、幕末になって永享2年（1430年）の年号、鎮座の由来と当社の来歴を刻んだ石の祠が現在地より出土する。『新編武蔵風土記稿』によれば神体は法体の義高がうちわを持って立っている像であり、三面に以下のように刻まれているという。

元暦甲辰春哉。義仲男頼朝婿志水義高。遙聞於父之伏誅出鎌倉。舍走鎌形館追兵迫而圍于此。入間河原□長堀氏親家馘冠者首逝矣。郷民埋骸樹槻而爲檀焉。外姑平政子悲己。如斯報號志水八幡也。應永洪水潰廟拔木。大凶其迹故録其傳於槻。基石之小祠以徴討古之信。永享二庚戌之春日建也。

明治時代に入って廃仏毀釈により神仏分離が行われた際、既に元の社地が不明となっていたことから、この祠の出土地をかつての清水八幡宮の鎮座地として遷座。件の祠を本殿とし、その上から木造の覆殿をかけることとした。
現在、当社は国道16号線と本富士見橋に向かう道が交わるそばにたたずむ小社となっており、境内には「清水冠者源義高終焉の地」の標柱や説明板以外目立ったものはない。狭山市指定文化財。